# Fluss eines Vektorfeldes
In der Mathematik beschreibt der Fluss eines Vektorfeldes die Bewegung entlang der Lösungskurven der durch das Vektorfeld gegebenen gewöhnlichen Differentialgleichung.

## Definition
Sei {\displaystyle F} ein {\displaystyle C^{1}}-Vektorfeld auf einer offenen Teilmenge {\displaystyle U\subset \mathbb {R} ^{n}} (oder allgemeiner auf einer offenen Teilmenge einer Mannigfaltigkeit). Nach dem Existenz- und Eindeutigkeitssatz für gewöhnliche Differentialgleichungen gibt es für jedes {\displaystyle x_{0}\in U} eine eindeutige maximale Lösung
{\displaystyle x\colon (a(x_{0}),b(x_{0}))\to U}
der Differentialgleichung 
{\displaystyle {\dot {x}}(t)=F(x(t)),\quad x(0)=x_{0}}.
Hierbei ist {\displaystyle (a(x_{0}),b(x_{0}))} das (eventuell unendliche) maximale Intervall, auf dem eine Lösung definiert ist. Wir bezeichnen diese vom Startwert {\displaystyle x_{0}} abhängende Kurve mit {\displaystyle \gamma _{x_{0}}}.
Sei {\displaystyle \Sigma _{F}=\left\{(t,x)\in \mathbb {R} \times U\colon a(x)<t<b(x)\right\}}. Dann heißt die durch 
{\displaystyle \Phi (t,x):=\gamma _{x}(t)}
gegebene Abbildung {\displaystyle \Phi \colon \Sigma _{F}\to U} der Fluss des Vektorfeldes {\displaystyle F}.

## Eigenschaften

Der Fluss eines Vektorfeldes ist ein Fluss, d. h. eine einparametrige Transformationsgruppe. Es gilt also
{\displaystyle \Phi (0,x)=x}
und
{\displaystyle \Phi (s+t,x)=\Phi (s,\Phi (t,x))}
für alle {\displaystyle x\in U}.

## Beispiel
Der Fluss des auf dem {\displaystyle \mathbb {R} ^{2}} definierten Vektorfeldes 
{\displaystyle F(x,y)=(-y,x)}
ist gegeben durch 
{\displaystyle \Phi (t,(x,y))=(\cos(t)x+\sin(t)y,-\sin(t)x+\cos(t)y)}.

## Vollständige Vektorfelder
Das Vektorfeld {\displaystyle F} heißt ein vollständiges Vektorfeld, wenn sein Fluss für alle Zeiten definiert, also 
{\displaystyle a(x_{0})=-\infty ,b(x_{0})=\infty }
für alle {\displaystyle x_{0}\in U}, oder äquivalent {\displaystyle \Sigma _{F}=\mathbb {R} \times U} ist. 
Vektorfelder mit kompaktem Träger sind stets vollständig. Dies gilt insbesondere für Vektorfelder auf kompakten Mannigfaltigkeiten.